# ビットグルーヴプロモーション
株式会社ビットグルーヴプロモーション（英: Bit grooove promotion Inc.）は、日本の音響制作会社。日本音声製作者連盟正会員。

## 歴史
2010年、広告代理店→番組販売会社を経てオムニバスプロモーションに所属していた亀山俊樹が独立し「一般社団法人グルーヴ」を設立。
2012年5月、ゲームメーカーに務めていた松原勝彦が「株式会社ビットプロモーション」を設立。
2020年7月、ビットプロモーションとグルーヴが合併し「株式会社ビットグルーヴプロモーション」が発足。
2023年9月1日に役員変更が発表され、松原勝彦が代表取締役社長を退任し取締役に就任、後任の代表取締役社長には専務取締役を務めていた福井詔雄が就任した。
2024年3月4日、本社を東京都渋谷区千駄ヶ谷2丁目34番13号 ベルファイブビル3階から東京都中野区弥生町2丁目3番13号 川本ビル2Fへ移転。

## 音響制作作品
合併後の作品を記載。

### テレビアニメ
2020年
- GETUP! GETLIVE! ＃げらげら
- 天晴爛漫!
- キミと僕の最後の戦場、あるいは世界が始まる聖戦
- 禍つヴァールハイト -ZUERST-

2021年
- 俺、つしま
- D_CIDE TRAUMEREI THE ANIMATION
- えとたま 〜猫客万来〜
- 聖女の魔力は万能です
- 結城友奈は勇者である ちゅるっと!
- 究極進化したフルダイブRPGが現実よりもクソゲーだったら
- ピーチボーイリバーサイド
- うらみちお兄さん
- 弱キャラ友崎くん
- Deep Insanity THE LOST CHILD
- 大正オトメ御伽話
- ブルーピリオド

2022年
- CUE!
- 殺し愛
- 異世界美少女受肉おじさんと
- 錆喰いビスコ
- スローループ
- パリピ孔明
- であいもん
- 社畜さんは幼女幽霊に癒されたい。
- 魔法使い黎明期
- 恋は世界征服のあとで
- このヒーラー、めんどくさい
- 神クズ☆アイドル
- オーバーロードIV
- 東京ミュウミュウ にゅ～♡
- 継母の連れ子が元カノだった
- それでも歩は寄せてくる
- 異世界薬局
- シャインポスト
- ブルーロック
- 夜は猫といっしょ

2023年
- 転生王女と天才令嬢の魔法革命
- Buddy Daddies
- 最強陰陽師の異世界転生記
- カワイスギクライシス
- 政宗くんのリベンジR
- AYAKA -あやか-
- ひきこまり吸血姫の悶々
- 鴨乃橋ロンの禁断推理
- うちの会社の小さい先輩の話
- お嬢と番犬くん
- 冰剣の魔術師が世界を統べる
- ティアムーン帝国物語〜断頭台から始まる、姫の転生逆転ストーリー〜
- 解雇された暗黒兵士（30代）のスローなセカンドライフ
- 英雄王、武を極めるため転生す 〜そして、世界最強の見習い騎士♀〜
- ミギとダリ
- 魔法少女マジカルデストロイヤーズ

2024年
- スナックバス江
- ぽんのみち
- 佐々木とピーちゃん
- 望まぬ不死の冒険者
- 神は遊戯に飢えている。
- 弱キャラ友崎くん 2nd STAGE
- キミと僕の最後の戦場、あるいは世界が始まる聖戦 Season II
- 魔王軍最強の魔術師は人間だった
- 先輩はおとこのこ

2025年
- ババンババンバンバンパイア
- 公女殿下の家庭教師

### 劇場アニメ
2025年
- 映画 先輩はおとこのこ あめのち晴れ

2026年
- 劇場アニメ 僕の心のヤバイやつ

### OVA
2022年
- 怪盗クイーンはサーカスがお好き

### Webアニメ
2020年
- 腐男子召喚〜異世界で神獣にハメられました〜
- おねがいっパトロンさま!

2021年
- 腐男子召喚〜異世界で神獣にハメられました〜（第2作）
- 俺、つしま
- アサルトリリィ ふるーつ

## 関連会社
- アプトプロ
- ブライトイデア